# قلعه شهرک چرام
قلعه شهرک چرام مربوط به دوران‌های تاریخی پس از اسلام است و در شهرستان چرام، شهرک چرام واقع شده و این اثر در تاریخ ۷ مهر ۱۳۸۱ با شمارهٔ ثبت ۶۲۸۴ به‌عنوان یکی از آثار ملی ایران به ثبت رسیده‌است.